# やるっきゃ騎士
『やるっきゃ騎士』（やるっきゃナイト）は『月刊少年ジャンプ』（集英社）に1984年から連載されていた、みやすのんきによる学園漫画作品。ギャグなども織り交ぜているが、かなり過激なお色気シーンの描写が多い。全11巻。
2015年に実写映画が公開された。

## 概要
美崎静香をリーダーとする少女たちだけで構成された自治クラブ（生徒会）に支配されていた聖愛学園。誠豪介が転校してきたことからその統制に波風が立つ。豪介は格闘技クラブを立ち上げ、静香たちの横暴なやり方に持ち前のスケベ根性で対立抗争を繰り広げる学園漫画。

## 登場人物
誠 豪介（まこと ごうすけ）
聖愛学園に転入してきた男子生徒。女尊男卑の校風に反発し、未公認の格闘技部を立ち上げて、学園での権力を一手に担っている美崎静香とことあるごとに抗争を繰り広げる。熱血かつスケベな主人公で、事あるごとにスケベな計画を立てるがその結末はろくなことにならないことが多い。格闘の腕は並外れたものがあり、十数人の武器を持った不良相手に完勝することも。後に拳法の達人の弟子であることが判明する（パンティ脱がしの達人でもある）。そして最終シリーズでは豪介自身の謎に迫ることになる。
美崎 静香（みさき しずか）
聖愛学園の自治クラブの会長。美咲財閥の跡取りであり、学園理事長の娘であるため校長も逆らうことはできない。連載当初は男を完全に見下しており、また自らの地位と財産を笠に我が物顔で振る舞っていた（設定が完全に固まっていなかったのか、過去に自分の長い髪を校則違反と切り落とした嵐先生の殺害を図る恐ろしいエピソードも）。ただし豪介との交流の中その傾向は若干軽減されている。豪介のことが気に掛かるようになり、やがてそれが恋であると気付くが、気位が高いために自分の気持ちを素直に口に出来ない（ちなみにシリーズごとに好意を口にするシーンもあるのだが、話の都合からかそれが次の話に生かされることは少なく、好意が増した程度の扱いになっている）。前半は敵方の総帥として豪介と対立、サディスティックな女王様キャラクターでもあったが、新たな敵を迎えて豪介たちとともに戦う後半は女戦士というよりは被虐的なヒロインの立ち位置に変わり、しばしば敵に捕まっては辱めを受けるようになる。
星 チカコ（ほし ちかこ）
あまり垢抜けないメガネと長髪が印象的な優等生タイプの少女。自治クラブの副会長として静香を支えてきた。後に、髪をショートカットにしてメガネを外してコンタクトレンズを使うようになると、それまでとは見違えるほどの美少女へと変貌。バストも静香より大きく成長し、周囲を驚かせた。自治クラブが掲げていた女尊男卑の方針が静香の心の揺らぎから崩壊しかかっている旨を指摘、会長の座をめぐり静香と会長選挙で争うこととなる。しかし、女尊男卑を掲げていながらも、男性票を得るために手段を選ばず、自ら過激な衣装を身につけてお色気作戦で気を引いたり、裸を晒すことも辞さなかった。選挙戦敗北後は再度副会長として静香を支える。
山田 たかし（やまだ たかし）
聖愛学園の生徒で豪介の友人であり舎弟分でもある。女尊男卑の現状に立ち向かおうとする豪介の協力者として行動を共にするが、度胸と勇気、積極性は薄い。口癖は「〜しゅー」「〜ちゅー」。格闘技部に所属するものの格闘技能はほぼ皆無。ただし情報収集能力、カメラの腕とパソコンの知識はかなりのものである。連載当初よりチカコに惚れており、その後両思いになる。
嵐 鉄美（あらし てつみ）
聖愛学園の教師。過去に自治クラブ廃止を企んだ事があり、生活指導として衆目の前で静香の髪を切り落としたものの、後日、静香達に復讐として校舎の屋上でガソリンを掛けられライターで火を付けられた挙句、ドラム缶にコンクリート詰めにして鎖を付けて東京湾に沈められている。その1年後にサイボーグ教師となって聖愛学園の教師に復帰する。豪介との対決の際に頭部以外をボディを全て破壊されているが、後に同僚の飛鳥今日子と結婚し、何故か子供も授かっている。
有紀 美里（ゆうき みり）
現役アイドル。聖愛学園に転校、ロリータの魅力で男子生徒を虜にし、静香から自治クラブ会長の座を奪おうと画策する。アイドルでありながら格闘術に長け、人殺しも辞さないという裏の顔があることが判明する。過激な露出シーンなどでそれなりに人気のあったキャラであるが、静香との対決エピソード後は登場することがなくなり、最終回でアイドルとして数コマ描かれただけである。
一文字 綾子（いちもんじ あやこ）
将軍編から登場。過去に男尊女卑の世界を作り上げていた「七人集団」に学園を荒らされ辱めを受けている。しかし、彼女に惚れた当時七人集団の一人であった豪介によって救われ逃亡を図るが、逃げ切れず再度捕獲され「将軍」の部下としての洗脳を受ける。その後豪介と偶然の再会を装いつつ、聖愛学園を支配しようと乗り込んで来るのだが、彼女の真の目的は「将軍打倒」であった。過去に捕獲された際、唯一手を出さなかった七人集団の一人シンに好意を抱き、後に恋人となる。
桜 鈴蘭（ろう　りんらん）
将軍編から登場。将軍が放った三人の刺客の一人。殺人・香港桜の異名を持つ殺し屋。外見は典型的な中華少女。語尾に「〜ある」とつけて話す。中国拳法で豪介の命を狙うも軽くあしらわれ、しかも戦闘中に徐々に服を脱がされていくという屈辱を味わい、最後は穿いていたパンティも奪われ、全てを見られたことで戦意喪失し敗れる。その後聖愛学園に転入することに。
モリュー バリモア
将軍編から登場。将軍が放った三人の刺客の一人。アメリカのボディビルダーNo,1。金髪、トップレス・黒のパンティ・黒いブーツというセクシーなコスチュームで登場。揉んで鍛えたオッパイ（本人の弁）は強力な武器かつ攻撃を吸収する盾になるという。
ボイン攻撃で圧倒的に攻め、為す術もない豪介にトドメの「ボインラリアット」を喰らわそうとした瞬間パンティを脱がされる。トップレスには羞恥心を覚えない彼女もさすがに下半身を露出することは恥ずかしいらしく必死で隠そうとした隙を突かれ、逆転のパイルドライバーを喰らい敗れることに。その後聖愛学園に転入。
脱がされたパンティの行方は不明のまま。また戦闘中に履いていたブーツもなくなっている。
エマ ハーン
将軍編から登場。将軍が放った三人の刺客の一人。インドの出身と思われ、黒髪、褐色の肌が特徴。他の刺客とは違い催眠術で豪介達を同士討ちに追い込み苦戦させる。しかし、幻術によって惑わされる視覚ではなく嗅覚を利用した豪介に破られ、最後に自爆（?）し姿を消す。ちなみに彼女だけは豪介に脱がされることなく、あくまで幻の裸体を披露するに留まる。
パイク姫
パソコンウォーズ編から登場。ロールプレイングゲーム「セルフコントロール001」のヒロイン。ヤジーマ軍将軍ミスター・ブラディによってデビルタワーに捕らわれている。性格は気高く優しく他人の痛みに弱い。
ゲキマブ美女
最終回直前の「異星人飛来!」の巻で登場。

## 書籍情報
集英社より1984年から1988年まで刊行
- ジャンプコミックス（集英社刊）
  - 第01巻　ISBN 978-4088517315
  - 第02巻　ISBN 978-4088517322
  - 第03巻　ISBN 978-4088517339
  - 第04巻　ISBN 978-4088517346
  - 第05巻　ISBN 978-4088517353
  - 第06巻　ISBN 978-4088517360
  - 第07巻　ISBN 978-4088517377
  - 第08巻　ISBN 978-4088517384
  - 第09巻　ISBN 978-4088517391
  - 第10巻　ISBN 978-4088517407
  - 第11巻　ISBN 978-4088517414

復刊ドットコムよりベストセレクションが2014年、2が2016年に発売
- 復刊ドットコム
  - やるっきゃ騎士ベストセレクション0 ISBN 978-4835451299
  - やるっきゃ騎士ベストセレクション2 ISBN 978-4835453538

電子書籍として2015年にPADコミックより、やるっきゃ騎士パーフェクトとして加筆、インタビュー、描き下ろしなどが加えられ全6巻が出版。実本のペーパーバッグ版はゴマブックス株式会社からオンデマンドとして1巻上のみ発売。
- ゴマブックス
  - ペーパーバッグ版 1巻上 ASIN B01AJONCPG

## 備考
- 後年、月刊少年ジャンプにて、みやすのんき自身により同作のリメイクとも言える「Oh・パンタクBOY」が連載された。

## 映画
2015年5月23日に公開。レイティングはPG-12。

### キャスト
- 誠豪介 - 中村倫也[1]
- 美崎静香 - 遠藤新菜[2]
- 山田たかし - 柾木玲弥[2]
- 星チカコ - 柳英里紗[2]
- 嵐鉄美 - アレクサンダー大塚[2]
- 自治クラブメンバー - マリアユリコ・菊地優里・木下愛純・柏倉麻里・月舘璃香[3]
- 男子生徒会 - 菊地雄人・草野伸介・高橋良平・金田卓也[3]

### スタッフ
- 監督 - 平林克理
- 製作：水口昌彦、佐竹一美、鈴木香織
- 企画・プロデュース：鈴木淳一
- プロデューサー - 黒澤格、宇田川寧
- 共同プロデューサー - 本島章雄
- 脚本 - 一雫ライオン、平林克理
- 撮影：早坂伸
- 照明：鈴木秀幸
- 録音：西條博介
- 美術：山下修侍
- 音楽 - 野島健太郎
- 編集：相良直一郎
- キャスティング：安生泰子
- アクション - 新堀和男
- 助監督：張元香織
- 衣裳：加藤みゆき
- ヘアメイク：佐々木愛
- スチール：土屋久美子
- CG：佐藤一輝
- 音響効果：丹雄二
- アシスタントプロデューサー：甲斐有紀子
- 主題歌 - Milky Bunny「effective!」
- 技術協力 - キアロスクーロ撮影事務所、GLADSAD、シネマサウンドワークス
- ロケ協力 - 小山町フィルムコミッション　ほか
- 配給・宣伝 - ポニーキャニオン
- 製作委員会：ポニーキャニオン、是空、ダブ
- 製作プロダクション - ダブ